# Cyphochlaena
Cyphochlaena es un género de plantas herbáceas perteneciente a la familia de las poáceas. Es originario de Madagascar. Comprende 2 especies descritas y aceptadas.

## Taxonomía
El género fue descrito por Eduard Hackel y publicado en Oesterreichische Botanische Zeitschrift 51: 465. 1901. La especie tipo es: Cyphochlaena madagascariensis Hack.

## Especies aceptadas
A continuación se brinda un listado de las especies del género Cyphochlaena aceptadas hasta abril de 2014, ordenadas alfabéticamente. Para cada una se indica el nombre binomial seguido del autor, abreviado según las convenciones y usos.
- Cyphochlaena madagascariensis Hack.
- Cyphochlaena sclerioides (A. Camus) Bosser